# Länsväg N 888
Länsväg N 888 är en övrig länsväg i Hylte kommun i Hallands län (Småland) som går mellan kyrkbyn Jälluntofta i Jälluntofta socken och Jönköpings läns gräns vid Tottebo. Vägen är fem kilometer lång och passerar bland annat byarna Tånga, Ärnarp och Älmhult. Inom kyrkbyn Jälluntofta är vägen belagd med asfalt för att därefter fortsätta som grusväg den resterande sträckan fram till länsgränsen. Hela vägen har hastighetsgräns 70 km/h.
Vägen ansluter till:
- Länsväg N 876 (vid Jälluntofta)
- Länsväg N 889 (vid Jälluntofta)
- Länsväg F 547 (vid Jönköpings läns gräns nära Tottebo)